# Акали
Акали — поселение эпохи неолита, бронзы и раннего железа (3—1-е тыс. до н. э.) в Эстонии, на западном побережье Чудского озера, в приустье реки Эмайыги.
Открытие произошло в 1937 году, дальнейшие раскопки производились в 1938, 1939, 1949—1952 и 1966 годах.
Встречаются различные типы глиняной посуды: керамика нарвского типа, ямочно-гребенчатая, шнуровая, текстильная, штрихованная и гладкостенная керамика. Найдены каменные, костяные и янтарные изделия.
Из раскопанного материала и данных стратиграфии удалось сделать вывод, что по мере повышения уровня реки поселение смещалось, от подножия к верху холма.